# El Khiam
El Khiam (àrab: الخیام, al-Ḫiyām) és un jaciment arqueològic situat prop de Uadi Khureitun, al desert de Judea, a la riba del Mar Mort.

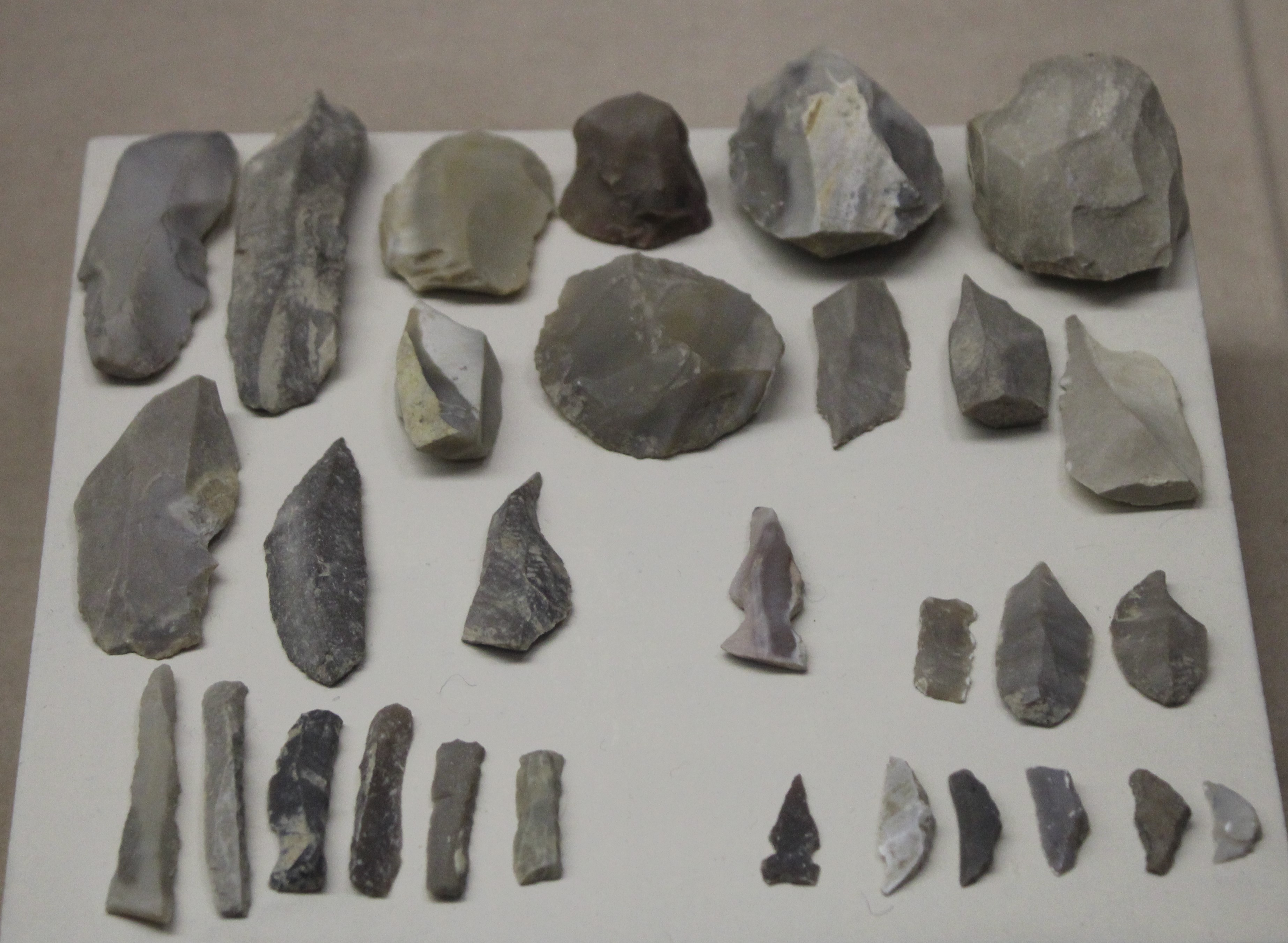
Indústria lítica provinent del jaciment d'El Khiam (Museu d'Arqueologia Nacional de França).

Les troballes arqueològiques a El Khiam mostren una ocupació del lloc quasi contínua de grups de caçadors des del Mesolític i primers períodes del Neolític.[1] La cultura Khiamiana (c. 10000-9500 aC), anomenada així per aquest lloc, es caracteritza per una tipologia de puntes de fletxa de sílex amb dues escotadures pròximes a la base, avui conegudes com a "puntes d'El Khiam".
El Khiam va ser excavat per primera vegada per René Neuville el 1934. Posteriorment també hi van excavar Jean Perrot el 1951 i González Echegaray el 1961.
La majoria de les troballes del jaciment són útils de sílex. Dins d'aquest repertori hi ha també una fulla d'obsidiana d'estratigrafia poc clara (Col·lecció/sondeig Perrot, potser la capa A) està feta d'obsidiana d'Anatòlia. Les figuretes de pedra calcària són similars a les de Nahal Oren, Netiv Hagdud, Mureibet i Gilgal.
La presència d'ossos d'animals al jaciment d'El Khiam no és gaire nombrosa. Les cabres salvatges hi representen les espècies més comunes (90% dels ossos identificables), seguides de la gasela d'aràbia (7%); L'ase, el senglar i el bestiar salvatge hi són rars. A causa de la petita mida mitjana dels caprids (com les cabres) i el gran nombre de restes de fetus trobats, Ducos suposa que són predominantment animals femenins que probablement eren caçats a finals d'hivern o principis de primavera. Es van trobar menys fetus a la capa 3, cosa que pot indicar un canvi en el temps de caça. Per tant, aquest assentament del període preceràmic es tracta probablement d'un assentament estacional de caça, que només s'ocupava a finals d'hivern/primavera.